# Gliese 793
Gliese 793 is een rode dwerg met een spectraalklasse van M3.V. De ster bevindt zich 26,38 lichtjaar van de zon.